# Ривас, Хельмин
Хельмин Хавьер Ривас Боада (исп. Gelmin Javier Rivas Boada; род. 23 марта 1989, Кумана, Венесуэла) — венесуэльский футболист, игравший на позиции нападающего. В 2010—2015 годах сыграл три матча за сборную Венесуэлы и был вызван на Кубок Америки 2015.

## Клубная карьера
Ривас начал карьеру в клубе «Депортиво Ансоатеги». В 2009 году он дебютировал в чемпионате Венесуэлы. 17 января 2010 года в матче против «Карабобо» Хельмин забил свой первый гол за команду. В 2012 году он помог команде выиграть Кубок Венесуэлы.
В начале 2013 года Ривас перешёл в «Депортиво Тачира». 11 февраля в матче против «Атлетико Эль-Вихия» он дебютировал за новую команду. 5 мая в поединке против «Депортиво Лара» Хельмин сделал «дубль», забив первые голы за «Тачиру». 10 августа 2014 года в матче против «Атлетико Венесуэла» сделал первый хет-трик. 5 февраля в матче Кубка Либертадорес против парагвайского «Серро Портеньо» Ривас сделал «дубль».
После успешного сезона 2014/2015, в котором он забил 20 голов в чемпионате Венесуэлы, Ривас привлёк внимание ряда зарубежных клубов. Сообщалось, что нападающий близок к переходу в одну из португальских команд, однако 24 июня 2015 года он заключил контракт с саудовским клубом «Аль-Иттихад». В своём первом сезоне в новом клубе Ривас забил 19 голов в чемпионате Саудовской Аравии, заняв второе место в рейтинге бомбардиров.
18 июля 2016 года Ривас перешёл в клуб «Аль-Шарджа» из ОАЭ, с которым заключил контракт на три года. В сентябре 2017 года он вернулся в Саудовскую Аравию, перейдя в «Аль-Хиляль» из Эр-Рияда.
31 августа 2020 года Ривас подписал контракт с клубом MLS «Ди Си Юнайтед». За вашингтонский клуб он дебютировал 6 сентября в матче против «Нью-Йорк Сити». 24 октября в матче против «Атланты Юнайтед» он забил свой первый гол в главной лиге США. По окончании сезона 2020 «Ди Си Юнайтед» не продлил контракт с Ривасом.

## Международная карьера
30 мая 2010 года в товарищеском матче против сборной Канады Ривас дебютировал за сборную Венесуэлы.
В 2015 году Хельмин попал в заявку на участие в Кубке Америки в Чили. На турнире он был запасным и на поле так и не вышел.

## Достижения
«Депортиво Ансоатеги»
- Обладатель Кубка Венесуэлы: 2012/13

«Депортиво Тачира»
- Чемпион Венесуэлы: 2014/15

«Аль-Хиляль»
- Чемпион Саудовской Аравии: 2017/18
- Обладатель Суперкубка Саудовской Аравии: 2018